# Жилой дом компании «Альфа»
Жилой дом компании «Альфа» — пятиэтажное здание в историческом центре города Выборга. Расположенный в начале Ленинградского проспекта многоквартирный дом в стиле северный модерн включён в перечень памятников архитектуры.

## История
По заказу акционерного общества «Альфа» архитектором А. Шульманом в 1907 году был разработан проект пятиэтажного доходного дома с двором-колодцем. Современные исследователи относят его к ярким образцам северного модерна, хотя, по мнению искусствоведа Е. Е. Кеппа, здание служит примером отхода архитектора от принципов национального романтизма и приверженности к неоклассическим формам с возвратом к симметрическим фасадам со стилизованными ордерными элементами. 
Композиция оштукатуренного фасада с окнами с мелким переплётом включает три треугольных эркера, один из которых оформлен щипцом. Предназначенный под коммерческие помещения первый этаж фасадной части с большими витринными окнами и декоративными решётками облицован гранитом (руст под скалу). Верхние этажи занимают квартиры. В декоративном оформлении фасада получила дальнейшее развитие птичья символика, характерная для соседнего дома компании «Пеликан», построенного немного раньше. Но если здание на противоположной стороне проспекта украшено только одной фигуркой пеликана с двумя птенцами, то  фасад дома компании «Альфа» декорирован большим количеством стилизованных рельефных изображений птиц семейства врановых с большими клювами, объединённых в группы по две и три. Одно из них — птичье семейство — очень напоминает барельеф на фасаде дома компании «Пеликан», в связи с чем дом компании «Альфа» получил неточное прозвище «дом с пеликанами». Также птичья символика нашла отражение в оформлении фасада так называемого «дома с совами».
В ходе советско-финских войн (1939—1944) жилому дому были нанесены повреждения. Он лишился двух квадратных башенок, располагавшихся на крыше как продолжение первых двух эркеров. В значительной мере оказался утраченным орнаментальный и рельефный фасадный декор, причём утрата оригинальных украшений фасада продолжается и в послевоенный период. Один из сохранившихся элементов утраченных интерьеров — выполненная на Ракколаниокском гончарном заводе белоглазурованная печь с рельефным декором в стиле неоренессанс, относимая исследователями к памятникам декоративно-прикладного искусства и художественной промышленности.

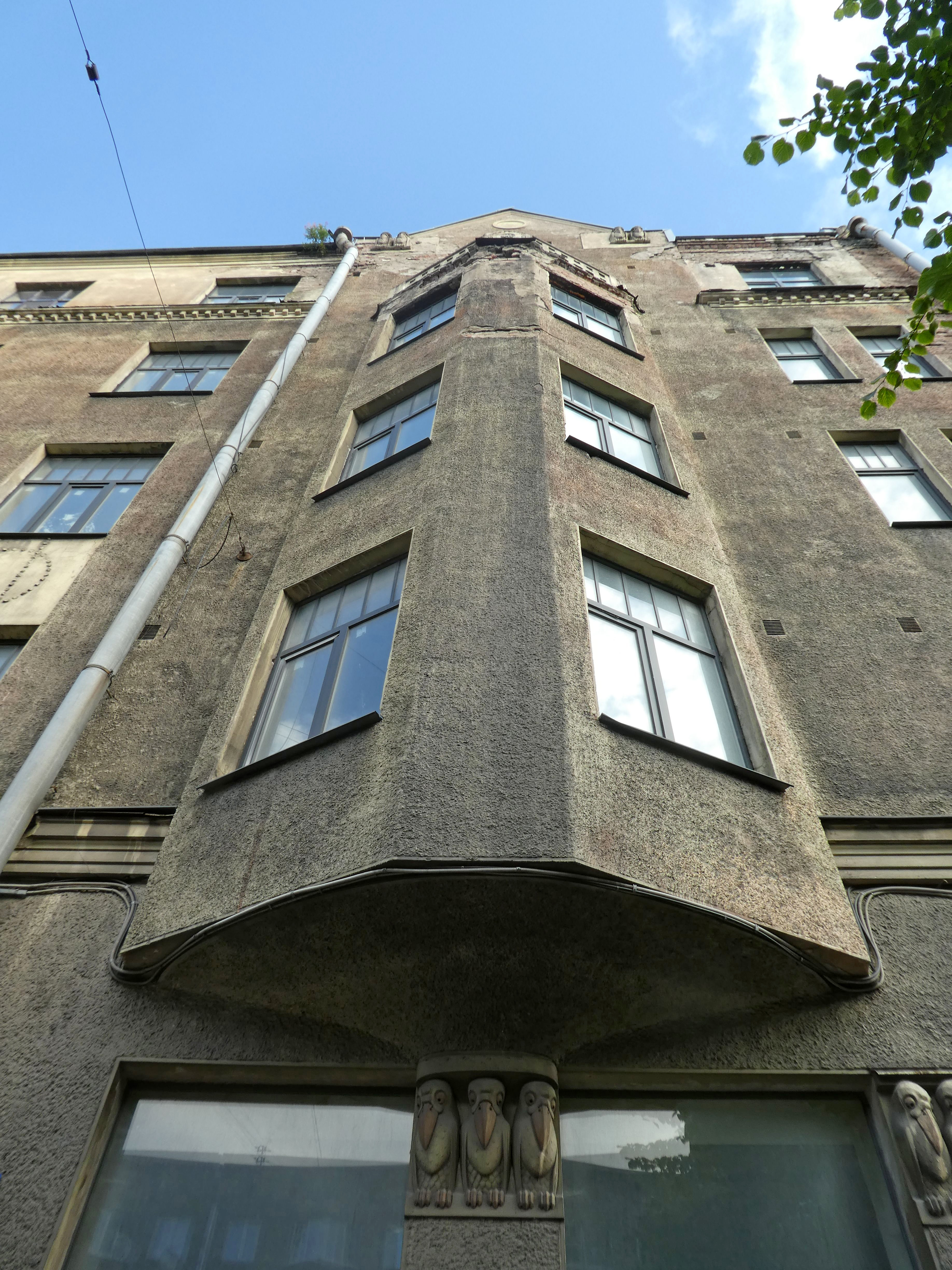
Эркер
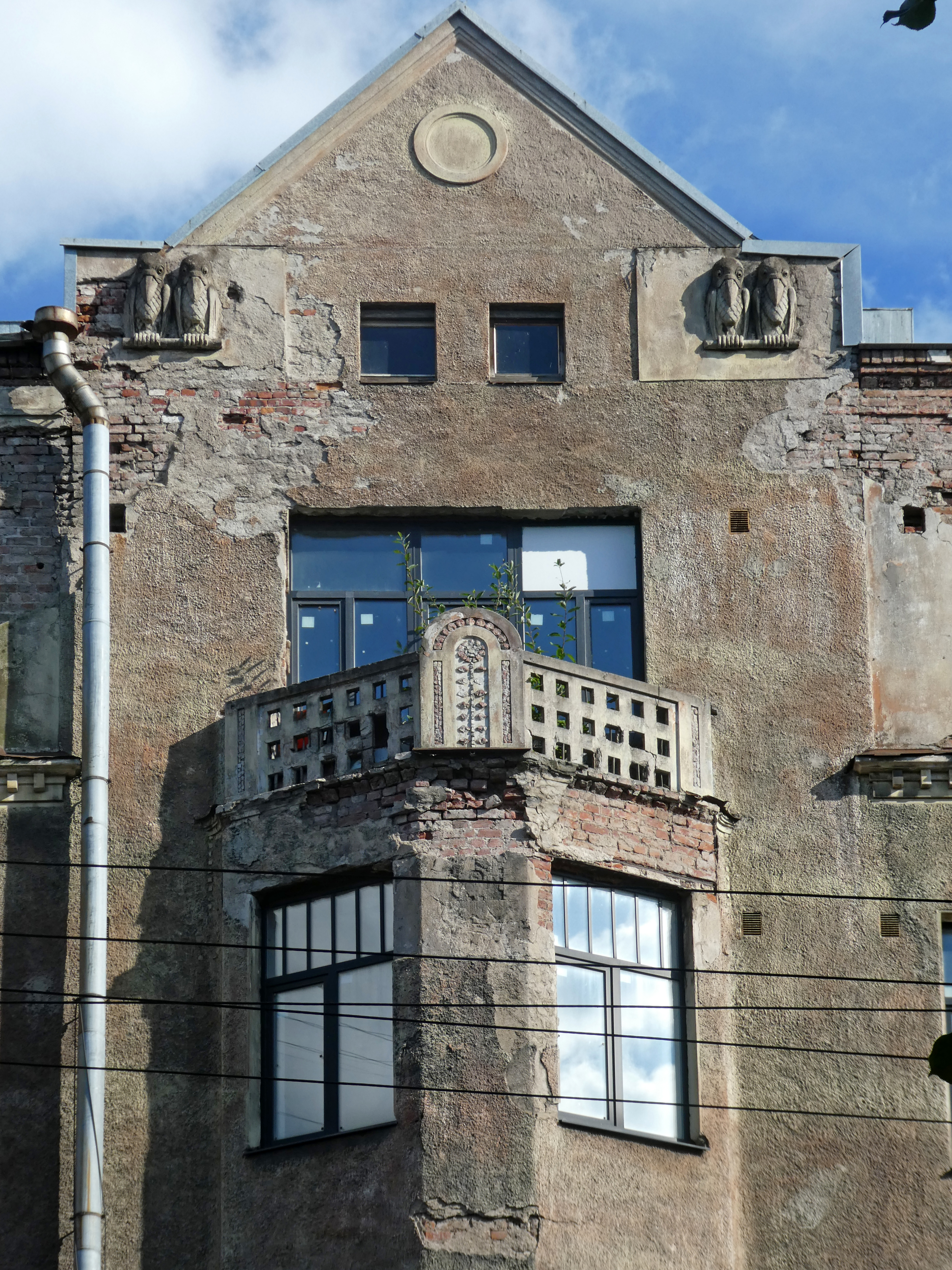
Фронтон
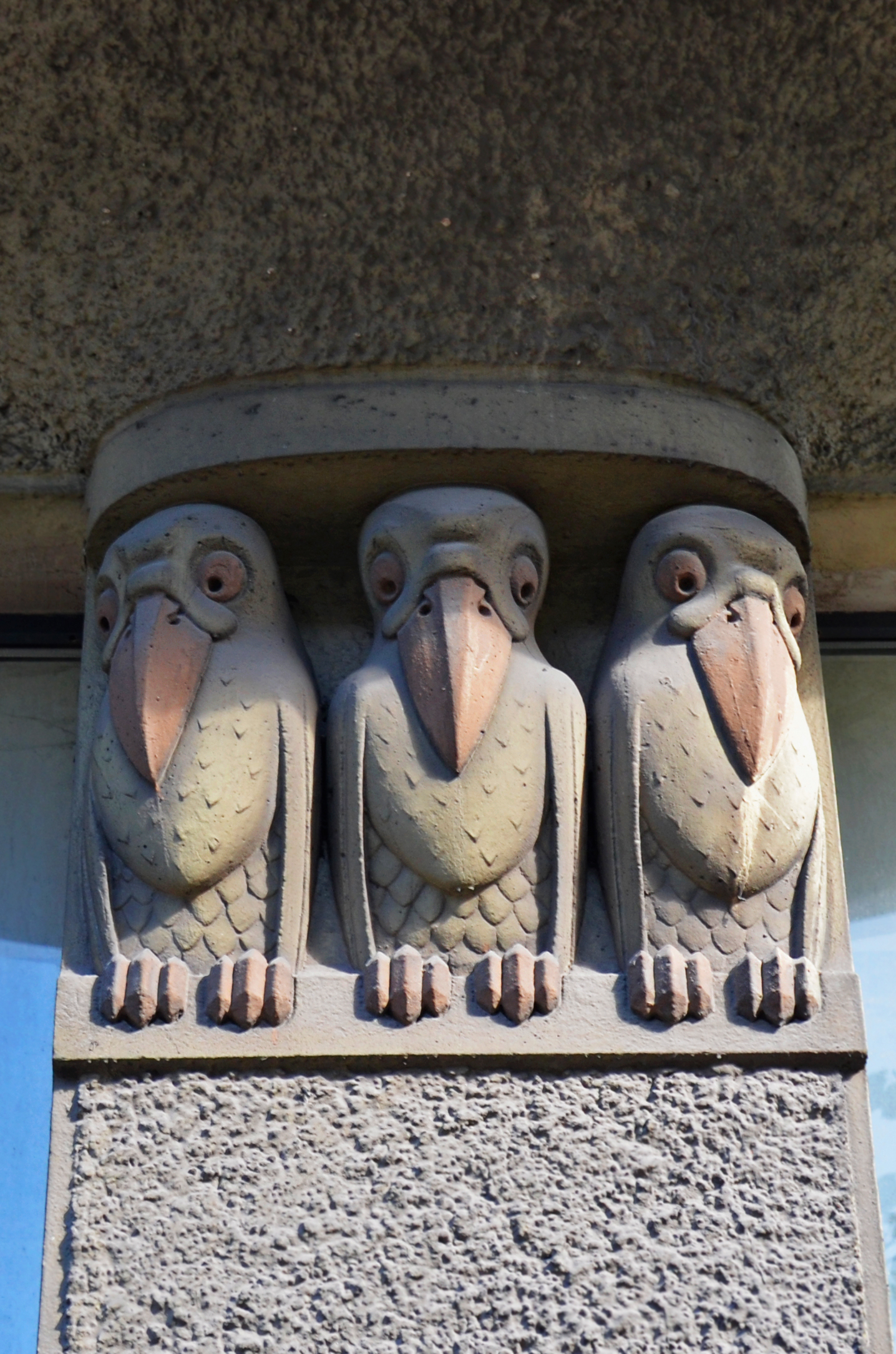
Один из парных барельефов с изображением ворон
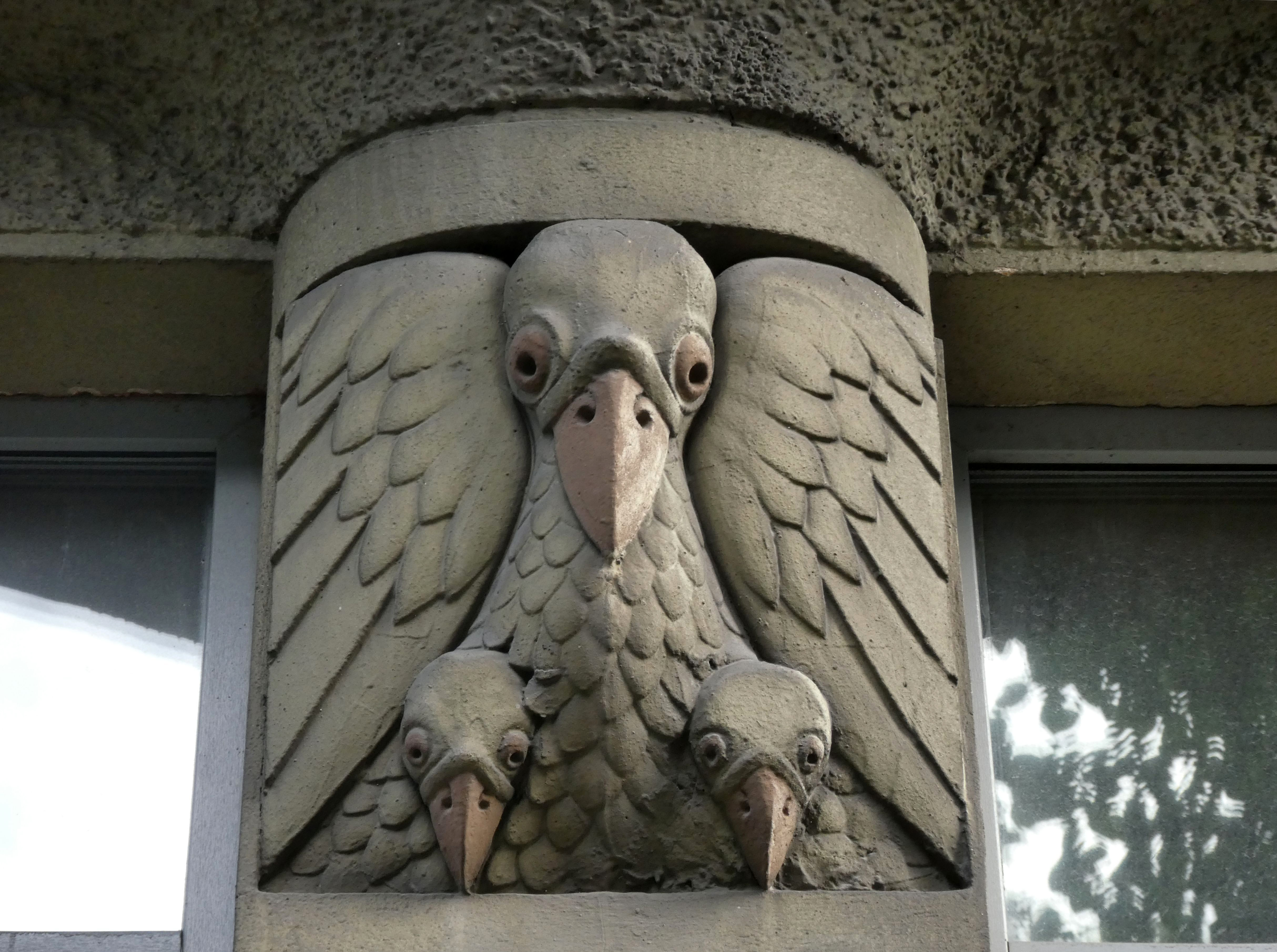
Барельеф, изображающий птичье семейство
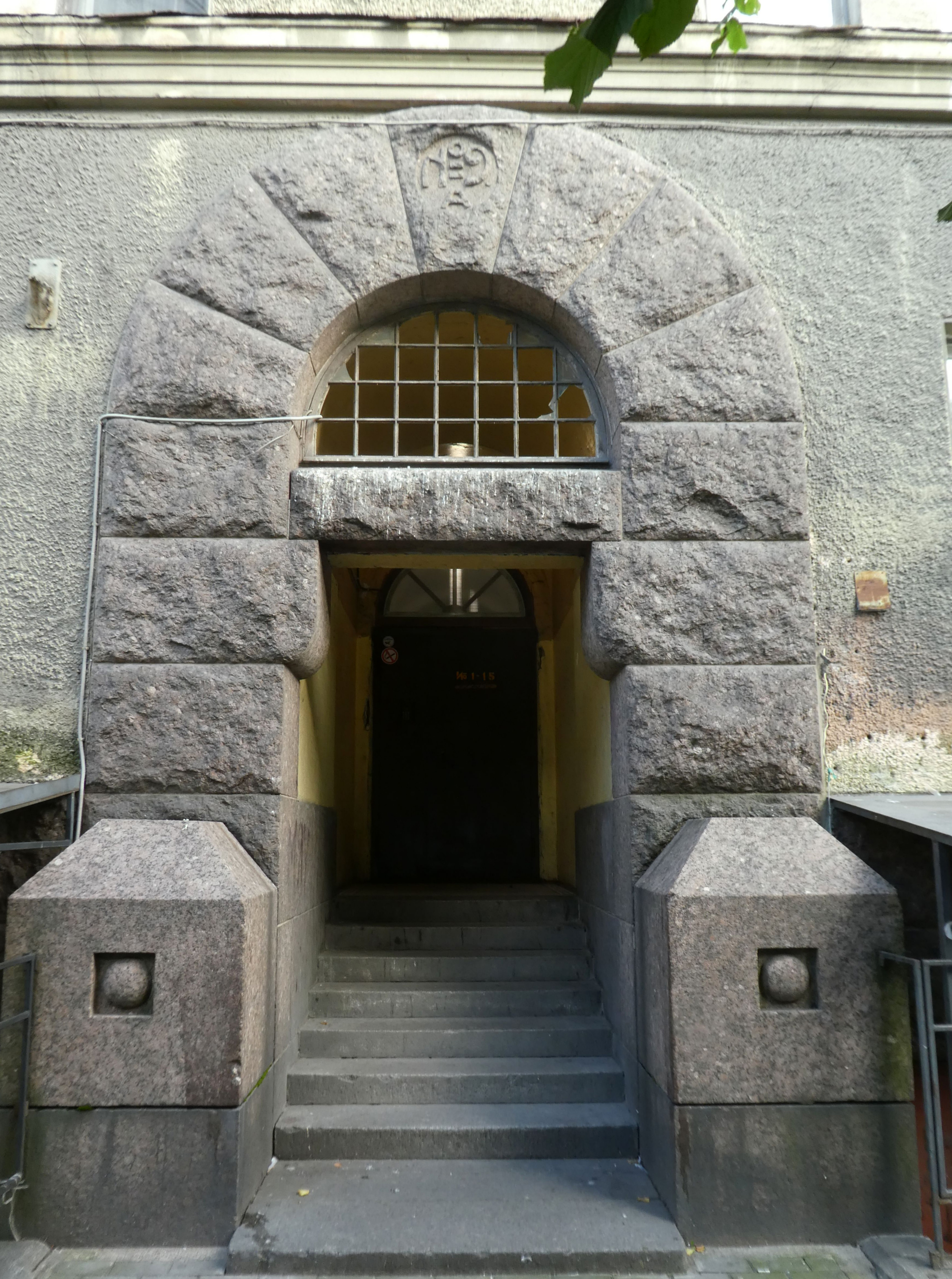
Парадный вход